# Miguel María Lasa
Miguel María Lasa Urquia (Oiartzun, 2 novembre 1947) è un ex ciclista su strada spagnolo, professionista dal 1969 al 1981. In carriera vinse 77 corse, tra cui due tappe al Tour de France, tre al Giro d'Italia e sei alla Vuelta a España: in quest'ultima competizione indossò per quindici giorni la maglia amarillo e ottenne anche quattro podi finali.
Anche il fratello maggiore, José Manuel Lasa, fu ciclista professionista.

## Carriera

### Gli esordi e i primi risultati
Basco gipuzkoano, da dilettante ebbe modo di rappresentare la Spagna ai Giochi olimpici 1968 di Città del Messico: partecipò sia alla prova olimpica su strada, che concluse al quarantaduesimo posto, che alla cronosquadre, ove, insieme a Nemesio Jiménez, José Gómez Lucas e José Antonio González, si classificò dodicesimo. Passato professionista nel 1969 tra le file del team Pepsi Cola, già quell'anno vinse la Prueba Villafranca de Ordizia e fu quarto al prestigioso Tour de l'Avenir.
I primi risultati di rilievo arrivarono l'anno seguente, con il passaggio alla La Casera diretta da Federico Bahamontes: nella stagione 1970 corse infatti da protagonista sia la Vuelta a España che il Giro d'Italia. Alla Vuelta sfiorò per due volte – fu secondo nella nona e nella sedicesima frazione – il successo parziale, vestì per un giorno la maglia amarillo e concluse la corsa in settima posizione, riuscendo ad aggiudicarsi anche la classifica dei traguardi volanti, mentre nella gara italiana, che chiuse all'ottavo posto assoluto, ottenne il primo grande successo aggiudicandosi la tappa di Loreto. In terra spagnola conseguì ottimi risultati anche l'anno dopo, quando, oltre a far sua la Vuelta a Mallorca, fu quarto alla Vuelta a España, terzo alla Vuelta al País Vasco, sesto alla Setmana Catalana e settimo (era stato quarto nel 1970) alla Volta Ciclista a Catalunya.

### Gli anni alla KAS
Passato alla forte KAS-Campagnolo, squadra di Vitoria, aprì il 1972 con il quinto posto alla Parigi-Nizza e la vittoria alla Setmana Catalana; i due successi di tappa alla Vuelta a España, i due giorni in maglia amarillo e il secondo gradino del podio finale, pur con ben 6'34" di distacco dal vincitore e, almeno in partenza gregario, José Manuel Fuente, furono però i risultati di maggior rilievo della stagione, unitamente al trionfo nella frazione in linea di Forte dei Marmi al Giro d'Italia, competizione che lo vide chiudere in nona posizione. L'anno dopo fu in evidenza soprattutto nelle gare in linea: fu infatti quinto alla Milano-Torino, primo alla Klasika Primavera, terzo al Giro dell'Emilia e settimo al Giro di Lombardia.
Nel 1974 si classificò terzo alla Vuelta a España (vinse ancora Fuente) e si aggiudicò l'importante Vuelta al País Vasco precedendo Jesús Manzaneque e Luis Ocaña, mentre in luglio chiuse al diciassettesimo posto il suo primo Tour de France. Nella stagione successiva fu nuovamente terzo alla Vuelta a España, sconfitto dalla lotta a tre con il compagno di squadra Domingo Perurena e l'atleta della Super Ser Agustín Tamames. La gara fu subito accesa, e i due della KAS si alternarono, prima Lasa per dodici tappe, poi Perurena per sette, al comando della classifica generale. All'ultimo giorno, al termine della cronometro di San Sebastián, ecco però la sorpresa, con la rimonta e la vittoria finale del terzo incomodo Tamames: Perurena, che al mattino guidava con 1'19" di margine, chiuse secondo a soli 14", mentre Lasa, che in quell'edizione della corsa poté comunque consolarsi con due vittorie di tappa e la maglia azzurra della classifica a punti, fu terzo a 34".
Al termine dell'anno lasciò la KAS per accasarsi alla Scic, squadra italiana diretta da Carlo Chiappano e capitanata da Wladimiro Panizza e Gianbattista Baronchelli.

### Le ultime stagioni
Nel 1976 Lasa partecipò al Giro d'Italia, non riuscendo però a ripetere le buone prestazioni passate, e al Tour de France, vincendo la quinta tappa, quella con arrivo a Verviers; durante l'anno mise comunque a referto anche un quinto posto alla Vuelta al País Vasco e la medaglia d'argento nella prova in linea dei campionati nazionali spagnoli (venne preceduto ancora da Tamames), oltre a numerosi piazzamenti nelle classiche italiane e all'undicesima piazza ai campionati del mondo di Ostuni. L'anno dopo, trasferitosi al team spagnolo Teka, ritornò a gareggiare alla Vuelta e concluse ancora una volta secondo: in tale occasione – fu il suo quarto e ultimo podio – venne battuto dal belga Freddy Maertens, dominatore dal primo all'ultimo giorno e vincitore di ben tredici delle venti tappe.
Nel 1978 ottenne ancora una vittoria di tappa al Tour de France, in quel di Biarritz, mentre al Giro d'Italia si ritirò; si rifece in terra spagnola vincendo diverse corse, tra cui il Gran Premio Navarra e la Prueba Villafranca de Ordizia. Nel 1979 si aggiudicò ancora una frazione alla Vuelta a España, concludendo undicesimo nella generale; l'anno dopo ottenne invece solo un successo minore unitamente al secondo posto nei campionati nazionali e al nono nella Vuelta. Si riscattò parzialmente nel 1981, quando fu nuovamente in evidenza sia alla Vuelta a España che al Giro d'Italia: nella gara spagnola vinse la tappa di Segovia concludendo decimo nella generale, nella "Corsa Rosa" si aggiudicò invece la frazione con arrivo a Dimaro.
Fu quella l'ultima stagione tra i professionisti per Lasa, che rimase tuttavia nel mondo del ciclismo dirigendo, nel 1992, la formazione spagnola Wigarma.

## Palmarès
- 1967 (dilettanti)

1ª tappa Cinturón Ciclista Internacional a Mallorca
Campionato spagnolo, Prova in salita Dilettanti
Campionato spagnolo, Cronometro per regioni Dilettanti
- 1969

Campionato spagnolo, Cronometro per regioni
Campionato spagnolo, Prova in salita
Prueba Villafranca de Ordizia
- 1970

1ª tappa Vuelta a Levante (Orihuela > Orihuela)
7ª tappa Vuelta a Levante (Valencia > Valencia)
12ª tappa Giro d'Italia (Francavilla al Mare > Loreto)
1ª tappa Vuelta a los Valles Mineros
Campionato spagnolo, Cronometro per regioni
5ª tappa Volta Ciclista a Catalunya (Tremp > Puigcerdà)
- 1971

1ª tappa Vuelta a Mallorca
Classifica generale Vuelta a Mallorca
1ª tappa Vuelta al País Vasco (Eibar > Bilbao)
2ª tappa Vuelta al País Vasco (Bilbao > Logroño)
4ª tappa, 1ª semitappa Vuelta al País Vasco (Pamplona > Tolosa)
Gran Premio Navarra
1ª tappa Vuelta Asturias (Gijón > Cangas del Narcea)
Campionato spagnolo, Cronometro per regioni
Campionato spagnolo, Prova in salita
- 1972

Gran Premio Nuestra Señora de Oro
1ª tappa Setmana Catalana (Castelldefels > L'Hospitalet de Llobregat)
4ª tappa Setmana Catalana (La Seu d'Urgell > Santuari de la Mare de Déu de Queralt)
Classifica generale Setmana Catalana
1ª tappa Vuelta a España (Fuengirola > Cabra)
14ª tappa Vuelta a España (Éibar > Bilbao)
11ª tappa Giro d'Italia (Monte Argentario > Forte dei Marmi)
1ª tappa Vuelta Asturias
Campionato spagnolo, Cronometro per regioni
Campionato spagnolo, Prova in salita
1ª tappa Vuelta a Menorca
Classifica generale Vuelta a Menorca
- 1973

Klasika Primavera
Prologo Vuelta a Mallorca
Classifica generale Vuelta a Mallorca
- 1974

Campionato spagnolo, Cronometro per regioni
5ª tappa Vuelta al País Vasco (San Sebastián > San Sebastián)
Classifica generale Vuelta al País Vasco
Gran Premio Navarra
6ª tappa Vuelta Asturias
Zaragoza-Sabiñánigo
2ª tappa Volta Ciclista a Catalunya (La Sénia > Cunit)
Prologo Vuelta a Mallorca (cronometro)
1ª tappa, 2ª semitappa Vuelta a Mallorca
- 1975

1ª tappa Tour de Corse (Bastia > Porto-Vecchio)
Classifica generale Tour de Corse
Circuito de Pascuas
2ª tappa Vuelta a España (Malaga > Granada)
7ª tappa Vuelta a España (Benidorm > Benidorm, cronometro)
3ª tappa Vuelta Asturias
6ª tappa Vuelta Asturias
7ª tappa Vuelta Asturias
Classifica generale Vuelta Asturias
- 1976

5ª tappa, 2ª semitappa Tour de France (Lovanio > Verviers)
- 1977

3ª tappa Setmana Catalana (Puigcerdà > Sant Hipòlit de Voltregà)
4ª tappa Vuelta al País Vasco (Aretxabaleta > Soraluze)
3ª tappa Vuelta Asturias
Clásica a los Puertos de Guadarrama
- 1978

2ª prova Gran Premio Navarra
Classifica generale Gran Premio Navarra
2ª tappa Setmana Catalana (Cunit > Reus)
9ª tappa Tour de France (Bordeaux > Biarritz)
Prueba Villafranca de Ordizia
Trofeo Masferrer
2ª tappa Volta Ciclista a Catalunya (L'Espluga de Francolí > Guissona)
- 1979

3ª tappa Vuelta a Levante (Calp > Ontinyent)
3ª tappa Vuelta al País Vasco (Azkoitia > Hondarribia)
Klasika Primavera
18ª tappa Vuelta a España (Avila > Colmenar Viejo)
1ª tappa Vuelta Asturias (Navia > Navia)
- 1980

3ª tappa Vuelta a Castilla
- 1981

18ª tappa Giro d'Italia (Borno > Dimaro)
17ª tappa Vuelta a España (Torrejón de Ardoz > Segovia)

### Altri successi
- 1970

Classifica dei traguardi volanti Vuelta a España
Classifica scalatori Vuelta a los Valles Mineros
Circuito di Astorgano
- 1971

Classifica a punti Setmana Catalana
Grand Prix Cuprosan
- 1972

Classifica a punti Setmana Catalana
Classifica combinata Setmana Catalana
Classifica a punti Vuelta a Menorca
- 1975

Classifica a punti Vuelta a España
Classifica a punti Vuelta al País Vasco
- 1977

Classifica a punti Vuelta al País Vasco
Classifica scalatori Vuelta al País Vasco
Torrejón-Dyc
- 1978

Classifica a punti Setmana Catalana
2ª prova Challenge Costa de Azahar
3ª prova Challenge Costa de Azahar
- 1979

Classifica a punti Vuelta al País Vasco
Memorial Ferrer
Gran Premio Caboalles de Abajo
- 1980

Classifica a punti Vuelta al País Vasco

## Piazzamenti

### Grandi Giri
- Giro d'Italia

1970: 8º
1972: 9º
1975: 9º
1976: 28º
1977: 19º
1978: non partito (18ª tappa)
1980: 18º
1981: 37º
- Tour de France

1974: 17º
1976: 34º
1978: 41º
- Vuelta a España

1969: 21º
1970: 7º
1971: 4º
1972: 2º
1974: 3º
1975: 3º
1977: 2º
1979: 11º
1980: 9º
1981: 10º

### Classiche monumento
- Milano-Sanremo

1970: 65º
1972: 15º
1974: 26º
1975: 48º
1976: 48º
1977: 59º
1978: 89º
1979: 95º
- Parigi-Roubaix

1972: 35º
- Giro di Lombardia

1973: 6º

### Competizioni mondiali
- Campionati del mondo

Leicester 1970 - In linea Professionisti: 21º
Mendrisio 1971 - In linea Professionisti: 44º
Barcellona 1973 - In linea Professionisti: ritirato
Montréal 1974 - In linea Professionisti: ritirato
Ostuni 1976 - In linea Professionisti: 11º
San Cristóbal 1977 - In linea Professionisti: 15º
Nürburgring 1978 - In linea Professionisti: ritirato
Valkenburg 1979 - In linea Professionisti: 30º
Sallanches 1980 - In linea Professionisti: ritirato
Praga 1981 - In linea Professionisti: ritirato
- Giochi olimpici[1]

Città del Messico 1968 - Cronosquadre: 12º
Città del Messico 1968 - In linea: 42º